# Österplana 065
Österplana 065 (Öst 65) est une météorite fossile trouvée dans la carrière de Thorsberg, dans la colline de Kinnekulle en Suède, le 26 juin 2011. Elle est scientifiquement décrite en 2016. Elle mesure 8 × 6,5 × 2 cm. Elle a touché la Terre il y a 470 millions d'années, pendant l'Ordovicien. Conformément aux conventions de nommage de la Meteoritical Society, la météorite a été baptisée du nom de la localité où elle a été trouvée, Österplana.
Le type de cette météorite n'entre pas dans la classification actuelle. Elle a été provisoirement classée comme "similaire aux winonaïtes" (winonaite-like en anglais). La quantité de chrome 54 (54Cr) dans Österplana 065 est semblable à celle dans les chondrites ordinaires, tandis que les isotopes de l'oxygène sont en quantités semblables à celles de quelques rares achondrites primitives. Österplana 065 montre également un assemblage chrome-spinelle–rutile qui n'est pas observé dans d'autres météorites.
Österplana 065 proviendrait d'un plus grand astéroïde et appartient à un type de météorites qui ne tombe pas actuellement sur Terre.